# Marie-Anne Adélaïde Lenormand

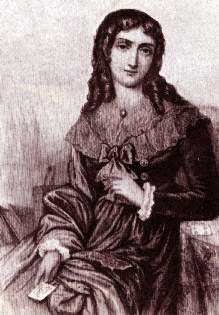
Marie-Anne Lenormand

Marie-Anne Adélaïde Lenormand, Alençon, 27 mei 1772 - Parijs, 23 juni 1843, beter bekend als Mlle Lenormand, was een beroemd Frans helderziende en kaartlegster, die onder meer het huwelijk, de kroning, maar ook de val van Napoleon Bonaparte voorspelde.
Haar begrafenis werd gevolgd door een lange stoet bewonderaars. Ze ligt begraven op het Père-Lachaisekerkhof (3de afdeling).

## Lenormandkaarten
Haar werk is vooral vereeuwigd door de waarzegkaarten die haar naam dragen.
Deze werden echter na haar dood, al dan niet naar haar instructies, gemaakt.
Hierin bestaan twee systemen:
- het grote Lenormandspel
- het kleine Lenormandspel

Van dit laatste werden in de loop van de jaren meer dan 100 verschillende versies op de markt gebracht.

## Publicaties in het Frans
- Les Souvenirs prophétiques d’une sibylle sur les causes secrètes de son arrestation, 1814
- Anniversaire de la mort de l’impératrice Josephine, 1815
- La Sibylle au tombeau de Louis XVI, 1816
- Les Oracles sibyllins ou la suite des souvenirs prophétiques, 1817
- La Sibylle au congrès d’Aix-la-Chapelle, 1819
- Mémoires historiques et secrets de l’impératrice Joséphine, Marie-Rose Tascher-de-la-Pagerie, première épouse de Napoléon Bonaparte, 1820
- Souvenirs de la Belgique: cent jours d’infortunes où le procès mémorable, 1822

## Vertaald in het Nederlands
- Historische en Geheime Gedenkschriften der Keizerin Joséphine, Marie-Rose Tascher-de-la-Pagerie (3 delen) - 1821

- Bibliothèque nationale de France: cb120791261 (data)
- Gemeinsame Normdatei: 119029960
- International Standard Name Identifier: 0000 0001 2144 1743
- Library of Congress Control Number: no2009112735
- Nationale Bibliotheek van Letland: 000151972
- Bibliotheek van het Japanse parlement: 00447357
- Nationale Bibliotheek van Tsjechië: mzk2008434176
- Nationale bibliotheek van Australië: 35889843
- Nationale Bibliotheek van Israël: 987007280717705171
- Nationale Bibliotheek van Polen: a0000002643552
- Nederlandse Thesaurus van Auteursnamen: 070520267
- Réseau des bibliothèques de Suisse occidentale: 02-A003504127
- Système universitaire de documentation: 029093791
- Virtual International Authority File: 95197364
- WorldCat: E39PBJgMtD79RQ8KGCf33PdWjC